# El Tribunal de la justa venganza
El Tribunal de la justa venganza, erigido contra los escritos de Don Francisco de Quevedo, Maestro de Errores, Doctor en Desvergüenças, Licenciado en Bufonerías, Bachiller en Suciedades, Cathedrático de Vizios y Proto Diablo entre los Hombres, publicado en Valencia en 1635, es una obra polémica del Siglo de Oro español que ataca de forma frontal la obra y la persona de Francisco de Quevedo.
El libro, aparecido bajo la autoría de un tal Arnaldo Franco-Furt, obviamente un pseudónimo, se estructura en forma de juicio en donde el fiscal y los jueces condenan diversas obras quevedianas, tanto por su condición de vulgares y de mal gusto, como adjudicando a su autor la condición de hereje e impío. No son menores las alusiones hirientes e insultos a la fealdad y deformidad física de Quevedo. 
Claro ejemplo y paradigma de las feroces polémicas y controversias del siglo XVII español, se ha discutido quién podría ser su autor. La mayor parte de la crítica ha centrado sus hipótesis en tres candidatos: Luis Pacheco de Narváez, Diego Niseno y Juan Pérez de Montalbán. Todos ellos habían sido atacados y ridiculizados previamente por Quevedo.